# Ishiyakushi-dōri
L'Ishiyakushi-dōri (石薬師通, Ishiyakushi-dōri) est une voie du centre-nord de Kyoto, dans l'arrondissement de Kamigyō. Orientée est-ouest, elle débute au Mikuruma-dōri et termine au Karasuma-dōri (en) en passant par le Kyōto Gyoen.

## Description

### Situation
L'Ishiyakushi-dōri se trouve au nord-est de l'arrondissement de Kamigyō et s'étend sur quelque deux cent mètres entre Kawaramachi et Teramachi avant de passer dans le Kyōto Gyoen pour terminer à Karasuma, à la porte Inui (乾御門). Elle suit le Hirokōji-dōri (広小路通) et précède l'Imadegawa-dōri (今出川通). 

### Voies rencontrées
De l'est vers l'ouest, en sens unique. Les voies rencontrées de la droite sont mentionnées par (d), tandis que celles rencontrées de la gauche, par (g).
1. Mikuruma-dōri (御車通)
2. Kawaramachi-dōri (en) (河原町通)
3. Rue sans nom
4. Teramachi-dōri (en) (寺町通)
5. Nashinoki-dōri (梨木通)
6. Karasuma-dōri (en) (烏丸通)

- Sources : (ja) Université Ritsumeikan Asia Pacific (en), « 近代京都オーバーレイマップ », sur Art Research Center,‎ 2022 (consulté le 3 novembre 2022).

### Transports en commun
La rue est à cinq minutes de marche de la station du réseau municipal (ja) la plus proche et à quinze minutes de la gare de Demachiyanagi (出町柳駅).

## Odonymie
La rue porte le nom de l'Ishiyakushi-dō (石薬師堂), sanctuaire du second temple Shinnyo-dō, dédié au Yakushi Nyorai (薬師如来). Le sanctuaire contenait une statue en pierre de la divinité.

## Histoire
À l'origine, la rue desservait le quartier Shin'nyodōmaemachi, un monzenmachi (ja), ville servant un temple, du second temple Shinnyo-dō (真如堂), depuis déplacé dans l'arrondissement de Sakyō. Le premier Shinnyo-dō était à Kaguraoka (ja), mais est déplacé dû à la construction du Jūrakudai, palais secondaire de Toyotomi Hideyoshi, en 1587. Le nouveau temple était donc rendu à l'est du palais impérial, proche des berges du Kamo. La rue et la porte du temple datent donc de cette époque, et même après le second déplacement du temple en 1693, le nom est resté. 
En octobre 1870, deux ans après la restauration de Meiji, l'impératrice annonce son départ de Kyoto, comme la plupart des officiels, et une protestation a lieu devant la porte Ishiyakushi, qui ne parvient finalement pas à empêcher son départ.

## Patrimoine et lieux d'intérêt
On retrouve plusieurs cafés et restaurants sur la rue. À son extrémité ouest est la porte Ishiyakushi (ma) du Kyōto Gyoen, jardin du palais impérial. S'y trouve aussi les ruines du manoir d'Ōkubo Toshimichi, influent conseiller de la famille impériale. 
L'école primaire Kyōgoku (ja) (京都市立京極小学校) ouverte en 1869 est située juste au sud de la rue et commémore le Kyōgoku (京極), terme se référant à l'extérieur du palais impérial.